# Provincia di Gaziantep
La provincia di Gaziantep è una provincia della Turchia. 	
Dal 2012 il suo territorio coincide con quello del comune metropolitano di Gaziantep (Gaziantep Büyükşehir Belediyesi).

## Distretti

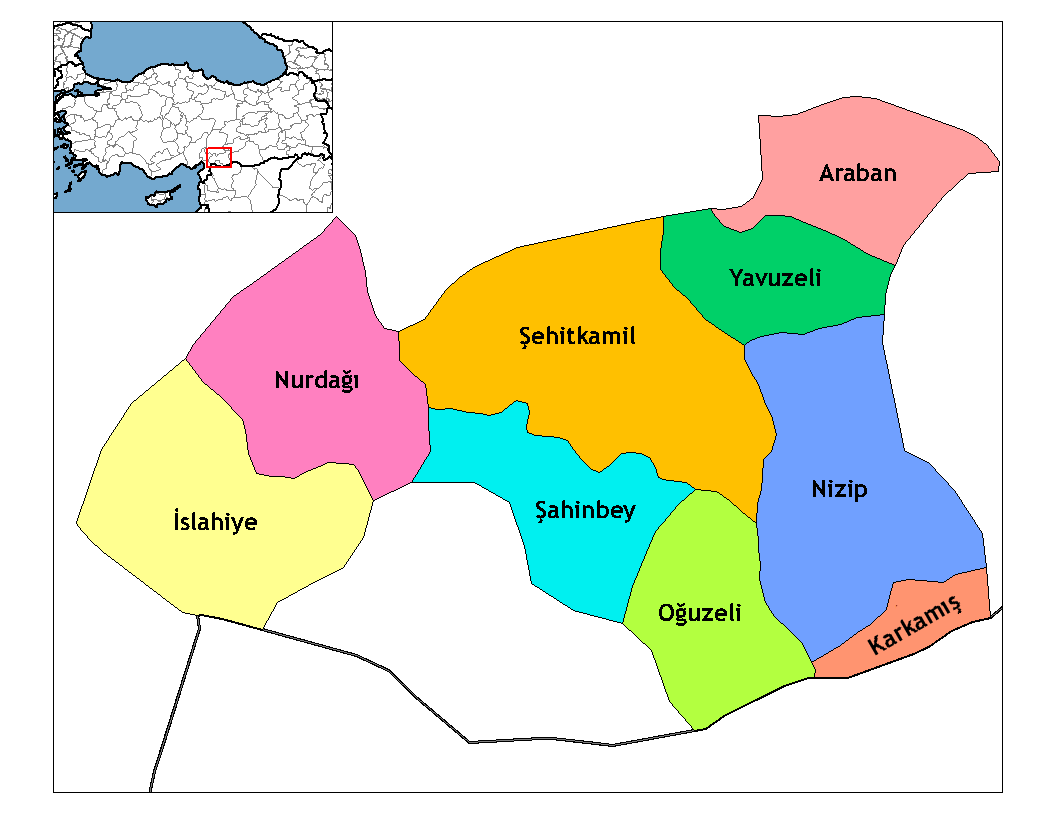
Distretti della provincia di Gaziantep

La provincia è divisa in 9 distretti: 
- Araban
- İslahiye
- Karkamış
- Nizip
- Nurdağı
- Oğuzeli
- Şahinbey
- Şehitkamil
- Yavuzeli

Fino al 2012 il comune metropolitano di Gaziantep era formato dalle sole aree urbane dei distretti di Şahinbey, Şehitkamil e Oğuzeli.